# Österreichische Inlinehockeynationalmannschaft
Die österreichische Inlinehockeynationalmannschaft repräsentiert den Österreichischen Verband auf internationaler Ebene, wie bei der IIHF Inlinehockey-Weltmeisterschaft.
Seit der Weltmeisterschaft 2011 spielt die österreichische Mannschaft in der Division I. Bei der Weltmeisterschaft 2013 in Dresden wurde der Aufstieg in die Top-Division mit einer 1:5-Niederlage im Finale gegen Großbritannien verpasst.

## Aktueller Kader
Kader bei der IIHF Inlinehockey-Weltmeisterschaft 2014 vom 1. Juni bis 7. Juni in Pardubice, Tschechien.
- Torhüter
  - (29) Lorenz Hirn
  - (31) Florian Zeugswetter

- Verteidiger
  - (4) Gerd Gruber
  - (16) Harry Lange
  - (22) Mathias Müller
  - (73) Andre Niec
  - (21) Kristof Reinthaler
  - (14) Youssef Riener
  - (19) Peter Schweda

- Stürmer
  - (57) Christian Haidinger
  - (17) Kevin Macierzynski
  - (10) Daniel Oberkofler
  - (88) Patrick Spannring
  - (91) Dominic Zwerger

## Trainerstab
- Trainer:  Andreas Wanner
- Manager:  Wolfgang Nickel
- Betreuer:  Hans Dorazil
- Physiotherapeut:  Tomás Pier